# Луи Лелоар
 Луи Федерико Лелоар (на испански: Luis Federico Leloir) е аржентински лекар и биохимик, носител на Нобелова награда за химия през 1970 година. Той е първият испаноговорещ учен, удостоен с нобелово отличие. Въпреки че е роден в Париж, Луи Лелоар получава образование в Университета в Буенос Айрес. След специализации във Великобритания и САЩ, Луи Лелоар се завръща в Аржентина и оглавява частен научен институт (Fundación Instituto Campomar). Лабораторните изследвания на Луи Лелоар нямат солидна финансова подкрепа и често се осъществяват с нискокачествена апаратура. Въпреки това изследователската работа на Лелоар върху пентозите на нуклеиновите киселини, въглехидратния метаболизъм и бъбречната артериална хипертония получава международно признание, като неговите изследвания допринасят за диагностиката и лечението на болести като галактоземията. Луи Лелоар умира в Буенос Айрес и е погребан в престижното гробище Ла Реколета.

## Биография

### Ранни години
В средата на 1906 г. родителите на Луи Лелоар, Федерико Лелоар и Хортензия Агир де Лелоар отпътуват от Буенос Айрес и се преместват в Париж. Причината за това е лечението на Федерико Лелоар, което изисква преместването във Франция. Въпреки че Федерико е подложен на лечение, той умира през август 1906 г., едва седмица преди раждането на Луи. Луи Лелоар се ражда в стара къща на адрес Виктор Юго № 81 в Париж, разположена на няколко пресечки от Триумфалната арка. След около две години, през 1908 г., семейството на Лелоар се завръща в Аржентина и Луи заедно с осемте си братя и сестри остава в семейното имение El Tuyú. Имението с обща площ 400 km2 е наследство от бабата и дядото на Луи, които го купуват след напускането на Баската автономна област.
По време на детските години Луи Лелоар често се впечатлява от естествени феномени и явления, а в училище се увлича предимно по естествените науки и биологията. Образованието му преминава през началното училище Escuela General San Martín, гимназията Colegio Lacordaire и няколкомесечно обучение в Бюмонт колидж (Beaumont College), Англия. Оценките на Луи не са сред най-високите, а в по-късен етап дори напуска едва започнатото образование по архитектура в парижкия Екол политекник.
През 20-те години на XX век Луи Лулоар създава прословутия „голф сос“ (Salsa golf) за подправяне на скариди и морски деликатеси. По-късно след солидни финансови затруднения самият Луи Лелоар на шега заявява, че ако е патентовал това свое откритие, би имал значително количество пари за своята научна работа.

### Кариера
След завръщането си в Аржентина Лелоар подновява аржентинското си гражданство и се установява в департамента по медицина към Университета в Буенос Айрес с надеждата да се хабилитира там. Началото се оказва доста трудно, като на Луи Лелоар са необходими четири опита за взимането на изпита по анатомия. Най-накрая Лелоар получава докторско звание през 1932 година и започва да работи в болницата „José de San Martín“. След първоначалните противоречия с колеги и усложненията в лечебните методи, Лелоар решава да се отдаде на научна работа твърдейки, че „можем да направим доста малко за пациентите... антибиотици, психоактивни вещества, но повечето нови терапевтични агенти са били непознати (за онова време)“.
През 1933 г. Луи Лелоар се запознава с Бернардо Усай, който насочва докторската дисертация на Лелоар към изследвания на надбъбречните жлези и въглехидратния метаболизъм. Усай е в приятелски отношения с Карлос Бонорино Удаондо, зет на Виктория Окампо, една от братовчедките на Лелоар. Затова след препоръки от Удаондо, Лелоар започва работа при Усай. Бернардо Усай е известен учен физиолог, който през 1947 г. е удостоен с Нобелова награда за физиология или медицина. Между Усай и Лелоар се заражда тясно сътрудничество и двамата работят по общи проекти до смъртта на Усай през 1971 г. По време на нобеловата си лекция, Лелоар твърди, че „цялата научноизследователска кариера е повлияна от един човек, проф. Бернардо Усай“.
Само след две години Лелоар получава признание от департамента по медицина в Университета в Буенос Айрес за най-добра докторска дисертация. Чувствайки, че познанията му по физика, математика, химия и биология са недостатъчни, Лелоар продължава да посещава лекции в университета като задочен студент. През 1936 г. Луи Лелоар заминава за Англия, където започва да учи в Университета в Кембридж под ръководството на друг нобелов лауреат, сър Фредерик Хопкинс. Научноизследователската работа на Лелоар в биохимичната лаборатория на Кеймбриджкия университет е съсредоточена върху ензимите и по-специално върху ефекта на цианидните и порифосфатните йони върху активността на ензима сукцинатдехидрогеназа. От този момент Луи Лелоар започва да специализира в изследвания, свързани с въглехидратния метаболизъм.
След краткия си престой в Кеймбридж Лелоар се връща в Буенос Айрес през 1937 г. През 1943 г. Луи Лелоар се жени за Амелиа Зюбербюлер (Amelia Zuberbuhler), от която по-късно има дъщеря също наречена Амелиа. Връщането в Аржентина е белязано от конфликти и неприятности. Бернардо Усай е отстранен от Университета в Буенос Айрес, тъй като е подписал петиция срещу фашисткия режим в Германия и военното правителство на Педро Пабло Рамирез. Лелоар е принуден да избяга в Съединените американски щати, където по-късно заема позиция в департамента по фармакология във Вашингтонския университет в Сейнт Луис. На това място Луи Лелоар започва съвместна работа с бъдещите нобелови лауреати Карл Кори и Герти Кори, а по-късно става и асистент на Дейвид Грийн в колежа за медицина и хирургия към Коломбийския университет. По-късно Луи Лелоар посочва, че именно Дейвид Грийн е човекът, под чиято инициатива Лелоар създава работната си група в Аржентина.
През 1945 г. Лелоар се завръща обратно в Аржентина и по-късно започва отново да работи с Бернардо Усай в Instituto de Investigaciones Bioquímicas de la Fundación Campomar. Този институт е поверен на Луи Лелоар от създаването му през 1947 г. от бизнесмена Джейми Кампомар. В първите години институтът е разполагал единствено с пет стаи, баня, централен салон, патио, кухня и съблекалня. В края на 40-те години на XX век въпреки финансовите затруднения и работа, белязана от икономии, успешните експерименти на Лелоар разкриват пътя за синтеза на захари при дрожди, както и окислението на мастни киселини в черен дроб. Заедно с Муньос, Луи Лелоар успява да създаде първата в света биологично активна безклетъчна система. До този момент учените предполагат, че клетъчното окисление може да се изследва единствено в интактни клетки. Тъй като Лелоар и Муньос не могат да си позволят скъпа центрофуга, те експериментират с въртяща се автомобилна гума, натъпкана със сол и лед.
През 1947 г. Луи Лелоар създава първата си работна група заедно с Равел Капуто, Енрико Кабиб, Раул Труко, Алехандро Паладини, Карлос Кардини и Хосе Луис Рейсиг, която изследва и открива как нефункциониращ бъбрек и пептида ангиотензин причиняват артериална хипертония. Същата година, като част от тази работна група, Раул Капуто въз основа на експерименти с млечни жлези, постулира запасната форма на енергия за организмите под формата на въглехидрати.
[[Файл:Galactose Haworth.png‎|мини|ляво|200px|Химична структура на галактозата. Лелоар и колегите му откриват, че пациентите страдащи от галактоземия, имат недостатъчност на ензима галактозо-1-фосфатуридилилтрансефараза, който превръща неизползваемата галактоза в глюкоза.
В началото на 1948 г. Луи Лелоар и неговата работна група идентифицират редица нуклеозиди като фундаментални единици в метаболизма на въглехидратите, като по-този начин институтът Кампомар се превръща в добре позната и почитана институция от световен мащаб. Скоро след това Лелоар получава наградата на Аржентинското научно общество, една от многото награди и отличия, която му е присъдена в Аржентина и по света. Това са годините, в които работната група се посвещава на изследване на гликопротеините. Лелоар и екипът описват основните механизми на метаболизма на галактозата (наречен в наши дни биохимичен път на Лелоар) и откриват причината за болестното състояние галактоземия свързано с лактозна нетолерантност.
През следващата година Лелоар сключва споразумение с Роланд Гарсия, декан на департамента за естествени науки към Университета в Буенос Айрес, с което Луи Лелоар, Карлос Еугенио Кардини и Енрико Кабиб стават редовни професори в новооткрития биохимичен институт към университета. Биохимичният институт бързо се превръща във водещо научно звено сред аржентинските университети и привлича учени и изследователи от САЩ, Япония, Англия, Франция, Испания и редица други латиноамерикански държави.
След смъртта на Джейми Кампомар през 1957 г. Лелоар и екипът му кандидатстват за финансиране от Националните институти по здравеопазване на САЩ и изненадващо получават одобрение. През 1958 година институтът Кампомар са премества в нова сграда, представляваща бивше девическо училище, дарение от аржентинското правителство. Тъй като изследванията и откритията на Лелоар получават световно признание, по-късно биват финансирани и от аржентинския научен консул, а институтът, в който работи Лелоар, става част от Университета в Буенос Айрес.

### Късни години
В края на своята лабораторна работа, Лелоар се отдава на преподавателска дейност в департамента за естествени науки на Университета в Буенос Айрес с кратки прекъсвания, през които извършва експериментални изследвания в Кеймбридж и Лабораторията за ензимни изследвания в САЩ.
През 1983 г. Луи Лелоар става един от основателите на Академията на науките на развиващия се свят.

#### Нобелова награда
На 2 декември 1970 г. Луи Лелоар е удостоен с Нобелова награда за химия от краля на Швеция за своите открития на метаболитните пътища на лактозата, с което Лелоар се превръща в третия аржентинец, получил това престижно отличие. В своята почетна реч в Стокхолм, Луи Лелоар заимства пасаж от известна реч на Уинстън Чърчил, изречена пред Камарата на общините, в която се казва „никога не съм получавал толкова много за толкова малко“. По-късно Луи Лелоар и неговите близки колеги са забелязани да отпиват шампанско от лабораторни съдове, което представлява рядък момент от ежедневната скромност и пестеливост в лабораторни условия. Цялата сума от Нобеловата награда, възлизаща на около 80 000 долара, се използва за научни изследвания, а когато е попитан за значимостта на своите открития, Луи Лелоар заявява:
| „ | Това е само една крачка от един много по-голям проект. Аз открих (не, не аз, моят колектив) функцията на нуклеотидите в клетъчния метаболизъм. Искам другите да разберат това, но не е лесно да се обясни: това не е много забележителен подвиг и ние едва започваме да опознаваме по малко. | “ |